# Ochrosia inventorum
Ochrosia inventorum är en oleanderväxtart som beskrevs av L. Allorge. Ochrosia inventorum ingår i släktet Ochrosia och familjen oleanderväxter. Inga underarter finns listade i Catalogue of Life.